# Ommatopseudes
Ommatopseudes is een geslacht van wandelende takken uit de familie Aschiphasmatidae. De wetenschappelijke naam van dit geslacht is voor het eerst voorgesteld door Klaus Günther in een publicatie uit 1942. De soorten van dit geslacht komen in Maleisië en Indonesië voor.

## Soorten
Het geslacht Ommatopseudes omvat de volgende soorten:
- Ommatopseudes arwani Seow-Choen, 2018
- Ommatopseudes harmani (Brock, 1995)
- Ommatopseudes jalii Seow-Choen, 2018
- Ommatopseudes paradoxus Günther, 1942